# Кесло, Богдан Андреевич
Богдан Андреевич Кесло (Кесла) (24 декабря 1938, Яворов, Львовское воеводство) — советский футболист, выступавший на позиции нападающего. Сыграл 17 матчей и забил 4 гола в высшей лиге СССР. Автор первого гола луганской «Зари» в высшей лиге. Мастер спорта СССР (1967).

## Биография
В начале своей карьеры несколько лет выступал на уровне коллективов физкультуры. В 1964 году присоединился к дублирующему составу львовских «Карпат», где в своём первом сезоне забил 5 голов, а во втором — 14. В 1965 году стал привлекаться к основному составу «Карпат», но отличиться в матчах чемпионата не сумел, забил гол в ворота донецкого «Шахтёра» в Кубке СССР. В 1966 году выступал за «Политотдел» из Ташкентской области, стал победителем зонального турнира класса «Б».
В 1967 году перешёл в луганскую «Зарю», которая укрепляла свой состав перед дебютом в высшей лиге. В дебютной игре команды на высшем уровне, 2 апреля 1967 года против московского «Спартака», Кесло на второй минуте забил гол, ставший победным в матче (1:0). Всего за сезон сыграл 17 матчей и забил 4 гола. В начале следующего сезона играл только за дубль.
В дальнейшем выступал в низших лигах за команды, представлявшие Украинскую ССР — полтавский «Строитель», севастопольский и ровенский «Авангард», донецкий «Локомотив». Завершил спортивную карьеру в возрасте 35 лет.

## Стиль игры
Был истинным футбольным бойцом, никогда не боялся жесткой и плотной игры, смело шел на добивание и замыкание острых фланговых передач, мгновенно действовал в самой опасной для соперников зоне в центре штрафной площади.— Сайт «Луганск. Наш футбол»